# Odair Cunha
Odair José da Cunha (Piedade, 18 de junho de 1976) é um advogado e político brasileiro. Serve atualmente como Deputado federal pelo estado de Minas Gerais, e líder do partido na Câmara.
Criado em Boa Esperança (Minas Gerais), é advogado graduado pela Faculdade de Direito de Varginha. Membro do Partido dos Trabalhadores, foi eleito deputado federal por Minas Gerais em 2002, 2006, 2010, 2014 e 2018 Foi o relator da CPMI do Cachoeira instalada em 25 de abril de 2012.
Em 2014, assumiu como presidente do diretório do PT em Minas Gerais. Posteriormente, seria acusado de receber R$150 mil reais da Confederação Nacional do Transporte (CNT) e usar esse recurso em campanha para a presidência do diretório estadual. 
Durante o governo Pimentel, eleito em 2014, em Minas Gerais, atuou como Secretário de Estado do Governo. 
Durante seu mandato de 2019 a 2022, votou contra a Reforma da Previdência, a autonomia do Banco Central, as privatizações dos Correios e da Eletrobrás, a PEC dos Precatórios e PEC do Voto Impresso.
Votou a favor do aumento do fundo eleitoral para R$5,7 bilhões. Votou a favor da suspensão do mandato de Wilson Santiago (PTB), acusado de corrupção.
Em 2022, foi eleito para seu sexto mandato consecutivo como deputado federal. 